# Napaeus nanodes
Napaeus nanodes es una especie de molusco gasterópodo de la familia Enidae en el orden de los Stylommatophora.

## Distribución geográfica
Es  endémica de Tenerife, en las Canarias (España).